# Xã Lake Edward, Quận Crow Wing, Minnesota
Xã Lake Edward (tiếng Anh: Lake Edward Township) là một xã thuộc quận Crow Wing, tiểu bang Minnesota, Hoa Kỳ. Năm 2010, dân số của xã này là 2.085 người.